# Bielefeld
Bielefeld (phiên âm tiếng Việt: Bi-lê-phên) là một thành phố trong bang Nordrhein-Westfalen của nước Đức. Thành phố có diện tích 257,8 km², dân số thời điểm cuối năm 2009 là 322.844 người.